# 臺北帝國大學

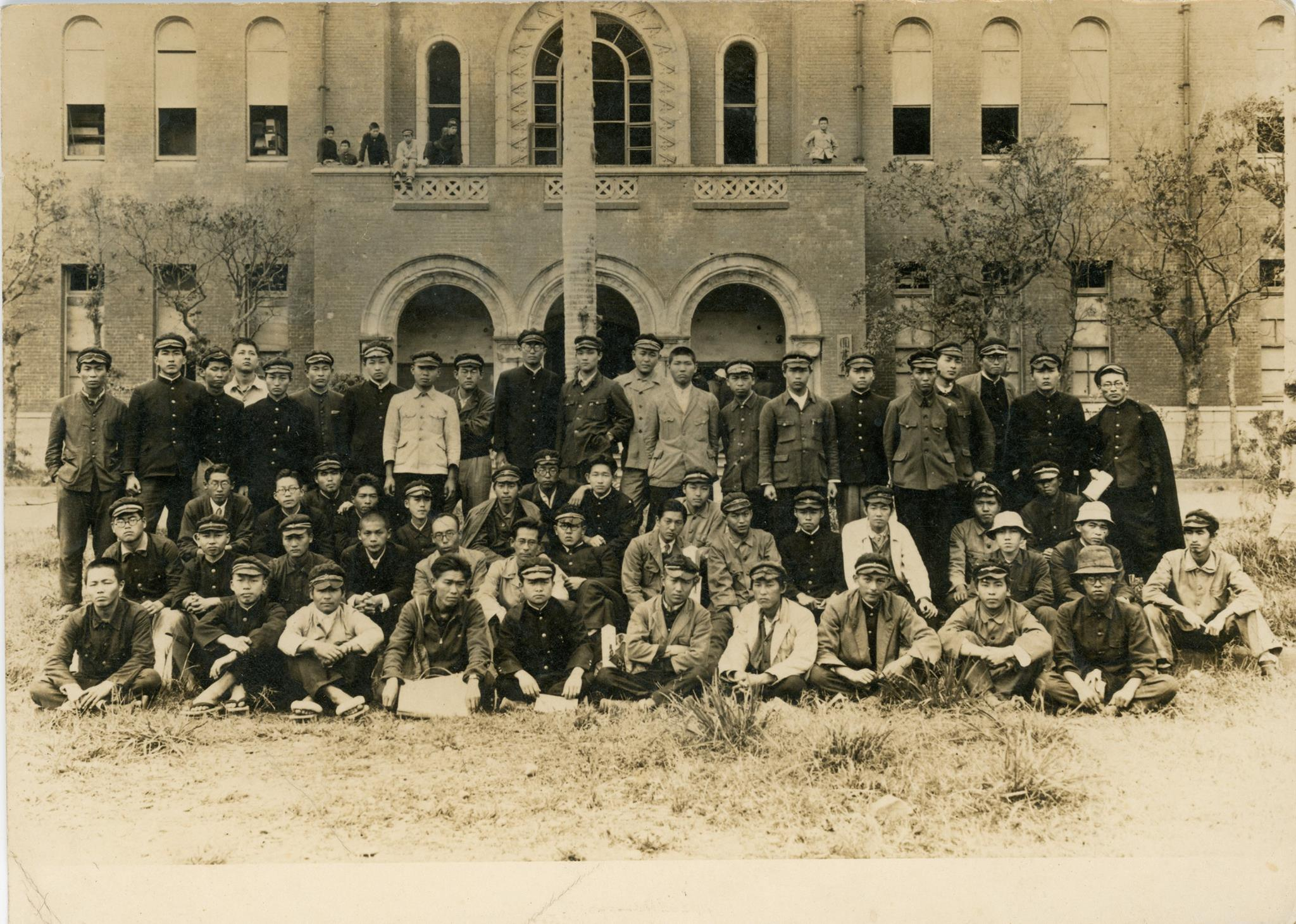
臺北帝國大學預科學生合影

25°01′00″N 121°32′02″E / 25.01667°N 121.53389°E
臺北帝國大學（日语：〔〕／ Taihoku teikoku daigaku */?），簡稱臺北帝大、臺大、帝大，設立於1928年3月16日，是一所位於日治臺灣臺北州臺北市的國立綜合大學，亦為大日本帝國設立的第6所帝國大學，為避免被誤解為「臺灣帝國的大學」，後遂定名「臺北帝國大學」，為國立臺灣大學前身及國立中興大學前身的一部分（臺北帝大附屬農林專門部）。

## 歷史

### 帝國大學

#### 日本本土（內地）

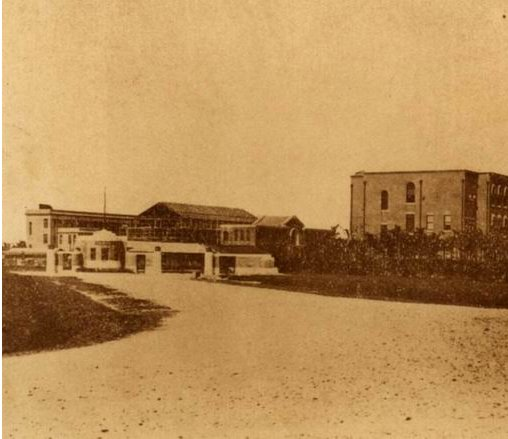
臺北帝國大學校舍

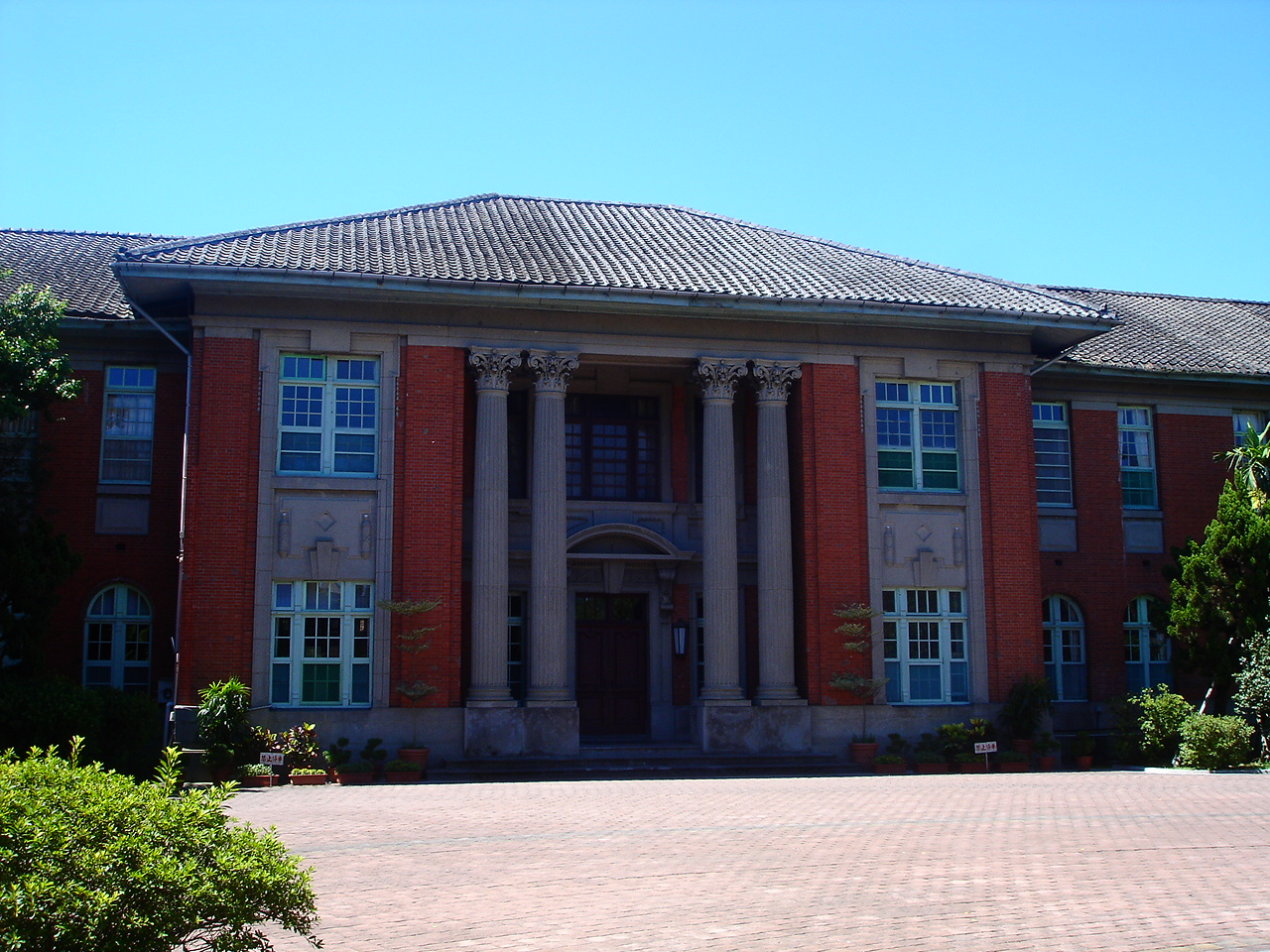
臺灣總督府農林專門學校校舍（今國立臺灣大學行政大樓）

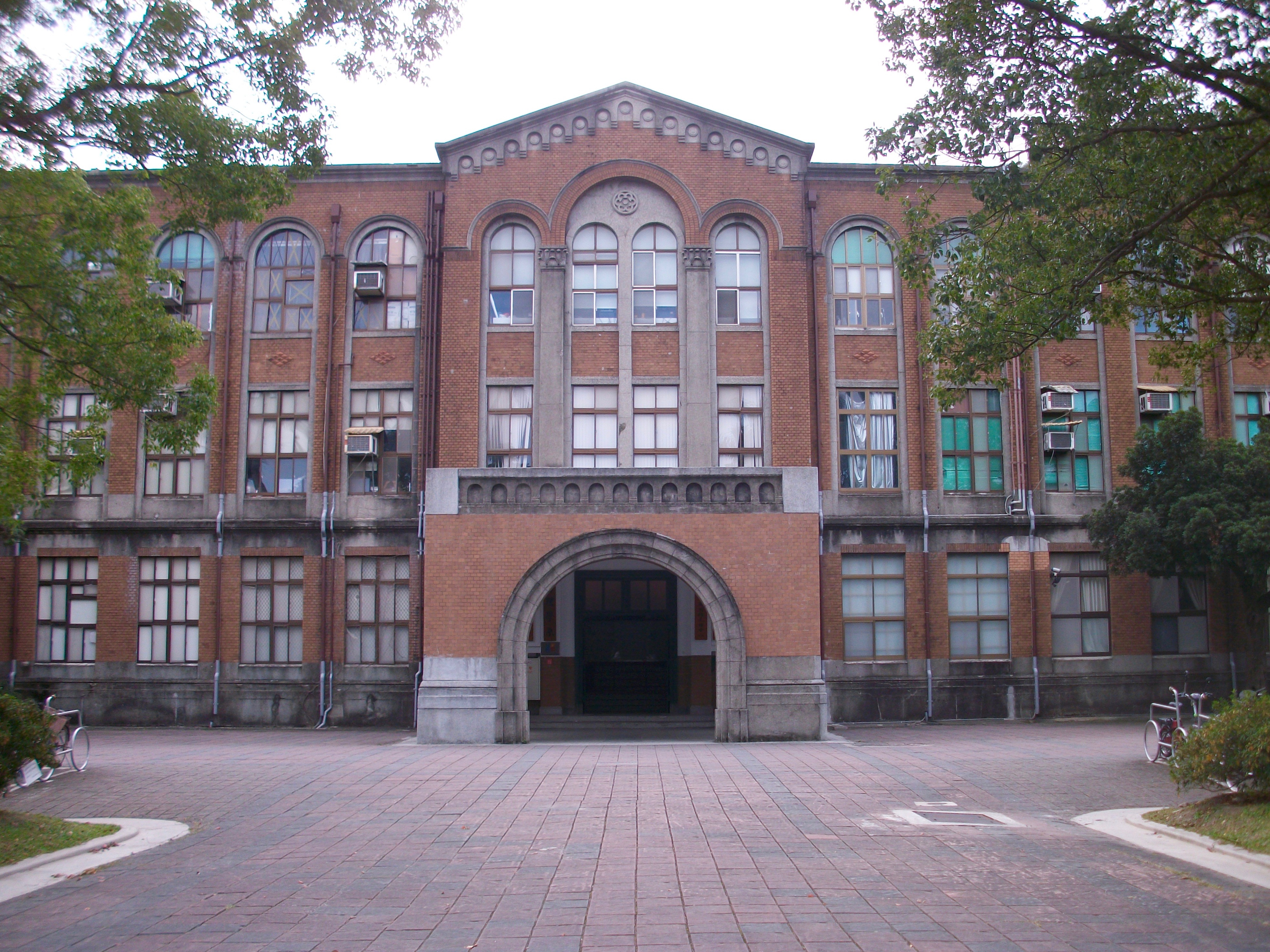
臺北帝大理農學部理化學教室，為臺大物理系舊館，目前設有物理文物廳。

1886年，依據《帝國大學令》，東京大學更名為帝國大學（1897年更名為東京帝國大學）。1897年，京都帝國大學設立，此後，日本政府陸續於仙台、福岡、札幌市、大阪府、名古屋市，設立帝國大學。

#### 日本殖民地（外地）
- 朝鮮半島的京城帝國大學：1924年設立，1946年經駐朝鮮美國陸軍司令部軍政廳102號命令廢止。
- 臺灣的臺北帝國大學：1928年設立，首任總長為幣原坦，為臺灣日治時期之唯一大學。1945年11月由國民政府教育部更名為「國立臺北大學」，次月再更名為「國立臺灣大學」。

### 臺北帝國大學
- 1922年，臺灣總督田健治郎開始規畫成立帝國大學。
- 1925年，第十任總督伊澤多喜男開始具體籌備相關事宜，並一改原先的殖民教育政策，認為「應以真正地成為發展臺灣文化中心為創設目標」[3]
- 1928年3月16日，正式創校。起初只有文政學部、理農學部（當年4月1日開課）以及附屬農林專門部（今國立中興大學）。
- 1936年，設醫學部、附屬醫學專門部，合併1897年創立的臺灣總督府醫學校。
- 1939年，設熱帶醫學研究所。
- 1941年，設大學預科。
- 1943年，理農學部劃分為理學部、農學部，設工學部、南方人文研究及南方資源研究所，原附屬農林專門部前往台中獨立設校。
- 1944年，有學生394人，其中117名為臺灣人。 帝大已是擁有文政、理學、農學、醫學、工學五個學部（學院）和預科，以及熱帶醫學、南方人文、南方資源研究所的綜合大學。大學圖書館館藏量為全國帝大第三。
- 1945年11月15日，由中華民國政府接收改組為「國立臺北大學」，須臾易名「國立臺灣大學」。[4]

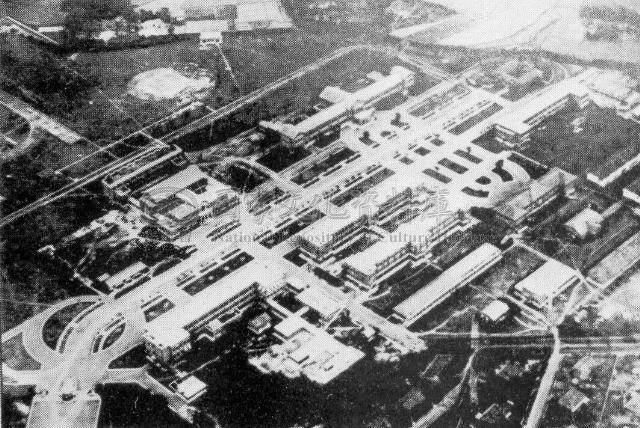
空照
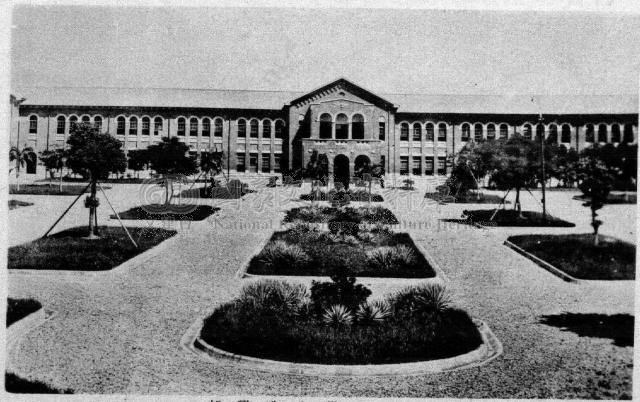
文政學部
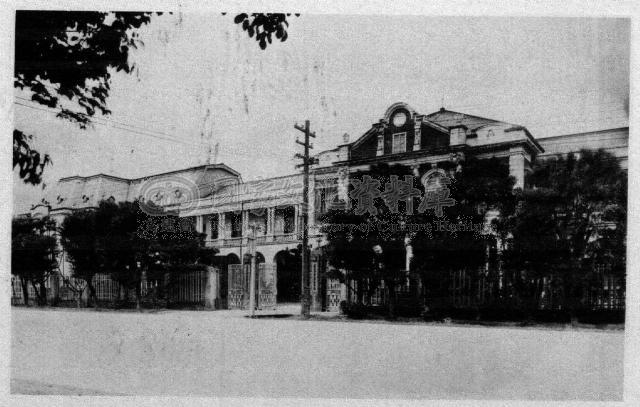
醫學部
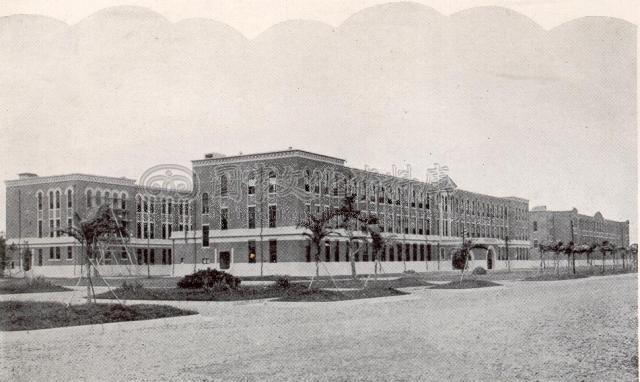
理農學部
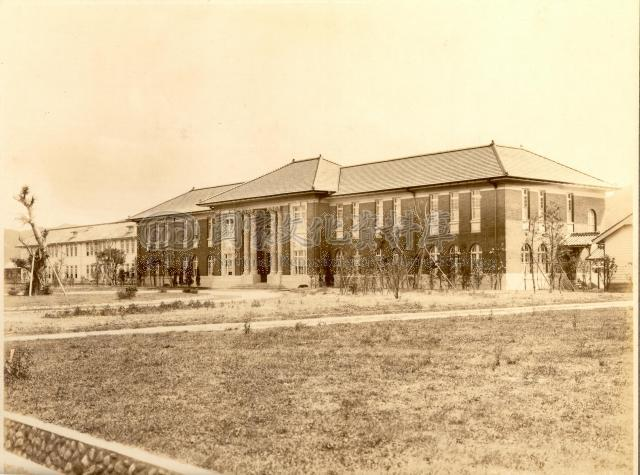
農林專門部

## 組織沿革
- 1928年3月16日，依據敕令第30號成立。設置文政學部、理農學部與附屬圖書館。
  - 在文政學部，設立哲學科、史學科、文學科、政學科等四個學科。在理農學部，設立生物學科、化學科、農學科、農藝化學科。
  - 在文政學部，設立國語學・國文學、東洋史學、哲學・哲學史、心理學、土俗學・人種學、憲法、行政法等講座。在理農學部，設立植物學第一（植物分類及生態學）、動物學第一（水產動物學、比較生理學）、地質學第一（地質學、地史學、古生物學）、化學第一（物理化學）、生物化學、植物病理學等講座（敕令第33號）。
- 1928年4月1日，文政學部與理農學部開課。在理農學部，設置附屬植物園、附屬農場。合併臺北高等農林學校，在那裡設立附屬農林專門部。
  - 在文政學部，增設東洋倫理學・西洋倫理學、西洋文學、經濟學、民法・民事訴訟法、刑法・刑事訴訟法等講座。在理農學部，增設氣象學、農藝化學第一（土壤肥料學）、應用菌學、昆蟲學・養蠶學等講座。文政學部共開設12個講座、理農學部10個講座（敕令第49號）。
- 1928年12月26日，為了準備擴充1929年度的開課講座，在文政學部增設四個講座、理農學部9個講座（敕令第287號）。
  - 在文政學部，增設南洋史學、東洋哲學、教育學・教育史、政治學・政治史等講座。在理農學部，增設植物學第二（植物生理學）、數學、物理學、化學第二（有機化學）、農學・熱帶農學第一（農業經濟學）、農學・熱帶農學第二（園藝學）、農藝化學第二（農產利用學、食品製造學）、農產製造學・製糖化學、農業工學等講座。
- 1929年4月10日，增設文政學部四個講座、理農學部一個講座，各學部擴充為20個講座（敕令第60號）。
  - 在文政學部，增設東洋文學、國史學、法律哲學、經濟學第二講座。在理農學部增設動物學第二（比較形態學、哺乳動物學）講座。
- 1930年2月26日，為了準備擴充1930年度的開課講座，在文政學部增設四個講座、理農學部四個講座。各學部擴充為24個講座（敕令第32號）。　
  - 在文政學部，增設國語學・國文學第二、言語學、西洋史學・史學・地理學、民法・民事訴訟法第二講座。在理農學部，增設農學・熱帶農學第三（作物學）、農學・熱帶農學第四（育種學）、農藝化學第三（營養化學）、畜產學等講座。
- 1931年，頒布學位令，實施學位授與制度化。
- 1936年1月1日，設置醫學部。
  - 醫學部由解剖學第一、解剖學第二、生理學第一、生理學第二、生化學、病理學第一、細菌學等講座所構成。
- 1936年3月31日，醫學部開課。整合臺北醫學專門學校，在那裡設置附屬醫學專門部。
- 1937年1月1日，醫學部增設五個講座，共擴充為12個講座。
  - 增設病理學第二、寄生蟲學、藥理學、法醫學、內科學等講座。
- 1937年8月7日，在文政學部增設一個講座、理農學部增設兩個講座。文政學部擴充為25個講座、理農學部26個講座（敕令第409號）。　
  - 文政學部增設商法講座，理農學部增設地質學第二（岩石學、礦物學、礦床地質學）、化學第三（無機化學）講座。
- 1938年1月11日，醫學部增設臨床系8個講座，共擴充為20個講座。
  - 增設內科學第二、外科學第一、外科學第二、產科學・婦人科學、小兒科學、眼科學、皮膚科學・泌尿器科學、耳鼻咽喉科學講座。
- 1938年4月1日，合併臺灣總督府臺北醫院，在那裡設置醫學部附屬醫院。
- 1939年1月1日，醫學部增設四個講座，合計共24個講座。
  - 增設衛生學、內科學第三、精神病學、齒科學講座。
- 1939年4月27日，附設熱帶醫學研究所。
- 1940年3月30日，在理農學部，增設釀造學講座，將農產製造學・製糖化學講座改稱為製糖化學講座。理農學部共擴充為27個講座。
- 1941年4月4日，設置預科。理農學部增設家畜衛生學講座，共擴充為28個講座。
- 1942年，預科移轉至七星郡士林街石角。
- 1943年1月1日，設置工學部。
- 1943年3月13日，附設南方人文研究所（敕令第124號）・南方資源科學研究所（敕令第125號）。
- 1943年4月1日，理農學部劃分為理學部與農學部（敕令第298號）。附屬農林專門部脫離並遷往台中市，改制為台灣總督府台中高等農林學校(即現在國立中興大學)
  - 在理學部，增設植物學第三講座（植物形態學）。在農學部，增設畜產學・熱帶畜產學第二、家畜病理學講座。理學部共有12個講座、農學部共有19個講座。
- 1943年7月1日，工學部開課。
  - 在工學部，設置機械工學第一（機械設計法、機械學、機械力學）～第二（蒸汽原動機）、電氣工學第一（電氣理論）、第二（電氣通信）、第三（電氣機械）、應用化學第一（酸鹼工業、鹽類、肥料及瓦斯等）、第二（珪酸、鹽、工業化學（水泥及玻璃））、第三（工業電氣化學）、第四（炭水化學及發酵）、土木工學第一（混凝土工學）、第二（橋梁）、第三（上水及下水）、材料強弱學、工業物理學、應用數學・力學、工業分析學，共計16個講座。
- 1944年4月4日，理學部增設一個講座、農學部增設二個講座。理學部擴充為13個講座、農學部21個講座（敕令第229號）。
  - 理學部增設化學第四（天然物有機化學）講座。農學部增設農學・熱帶農學第五（工藝作物學）、家畜內科學講座。
- 1944年7月1日，工學部增設10個講座，共擴充為26個講座。
  - 在工學部，增設機械工學第三（內燃機關）、第四（水力學及水力機械）、第五（機械工作法）、電氣工學第四（電力及應用）～第五（電氣測定法）、應用化學第五（石油及燃料）、土木工學第四（河川及港灣）～第五（鐵道及道路）、金屬材料學、工業地質學講座。工業分析學講座改稱為工業分析化學講座。
- 1945年4月10日，農學部增設一個講座、工學部增設五個講座。農學部擴充為22個講座、工學部31個講座。
  - 在農學部，增設家畜外科學講座。在工學部，增設機械工學第六（冷凍機冷藏法及冷房化學機械）、電氣工學第六（高周波電氣工學）、應用化學第六（脂肪油、芳香油、合成化學工業）、土木工學第六（構造力學）、建築學講座。
- 1945年11月15日，由中華民國政府接收，改稱國立臺北大學。
- 1946年1月，正式定名為「國立臺灣大學」。

## 組織概覽
1945年（昭和20年）的台北帝大組織如下。
| 本部       | 庶務課 会計課                                                   |
| 学生課     |                                                                 |
| 附屬圖書館 |                                                                 |
| 文政学部   | 哲学科 史学科 文学科 政学科                                     |
| 理学部     | 化学科 動物学科 植物学科 地質学科 附屬植物園                    |
| 農学部     | 農学科 農業經濟学科 農業土木学科 農藝化学科 獸医学專攻 附属農場 |
| 医学部     | 附属医院                                                        |
| 工学部     | 機械工学科 電氣工学科 應用化学科 土木工学科                     |

| 預科               | 文科 理科理農類 理科医類 理科工類                                                        |
| 附属医学專門部     |                                                                                          |
| 熱帶医学研究所     | 熱帶医学科 熱帶衛生学科 細菌血清学科 化学科 厚生医学科 庶務課 士林支所 台中支所 台南支所 |
| 南方人文研究所     | 第一部 第二部 庶務課                                                                     |
| 南方資源科学研究所 | 第一部 第二部 第三部 實驗所 庶務課                                                       |

## 人事

### 總長
1. 幣原坦（1928年3月－1937年9月）
2. 三田定則（1937年9月－1941年4月）
3. 安藤正次（1941年4月－1945年5月）
4. 安藤一雄（1945年5月－1945年8月?）

### 文政學部長
| 任次 | 肖像 | 姓名 (生–卒)           | 在任時間      | 在任時間       | 備註 |
| ---- | ---- | ---------------------- | ------------- | -------------- | ---- |
| 1    |      | 藤田豐八 (1869–1929)   | 1928年3月17日 | 1929年7月15日  |      |
| 2    |      | 村上直次郎 (1868–1966) | 1929年8月23日 | 1932年6月28日  |      |
| 3    |      | 安藤正次 (1878–1952)   | 1932年6月29日 | 1934年6月5日   |      |
| 4    |      | 今村完道 (1884–1949)   | 1934年6月6日  | 1937年6月4日   |      |
| 5    |      | 矢野禾積 (1893–1988)   | 1937年6月5日  | 1940年3月31日  |      |
| 6    |      | 移川子之藏 (1884–1947) | 1940年4月1日  | 1942年3月31日  |      |
| 7    |      | 岡野留次郎 (1891–1979) | 1942年4月1日  | 1944年3月31日  |      |
| 8    |      | 世良壽男 (1888–1973)   | 1944年4月1日  | 1945年11月15日 |      |

### 理農學部長
| 任次 | 肖像 | 姓名 (生–卒)           | 在任時間      | 在任時間      | 備註 |
| ---- | ---- | ---------------------- | ------------- | ------------- | ---- |
| 1    |      | 大島金太郎 (1871–1934) | 1928年3月17日 | 1934年1月27日 |      |
| 2    |      | 青木文一郎 (1883–1954) | 1934年2月8日  | 1936年3月31日 |      |
| 3    |      | 山根甚信 (1889–1972)   | 1936年4月1日  | 1938年3月31日 |      |
| 4    |      | 素木得一 (1882–1970)   | 1938年4月1日  | 1940年3月31日 |      |
| 5    |      | 早坂一郎 (1891–1977)   | 1940年4月1日  | 1941年4月30日 |      |
| 6    |      | 素木得一 (1882–1970)   | 1941年5月1日  | 1942年3月31日 |      |
| 7    |      | 青木文一郎 (1883–1954) | 1942年4月1日  | 1943年3月31日 |      |

### 理學部長
| 任次 | 肖像 | 姓名 (生–卒)           | 在任時間     | 在任時間       | 備註 |
| ---- | ---- | ---------------------- | ------------ | -------------- | ---- |
| 1    |      | 青木文一郎 (1883–1954) | 1943年4月1日 | 1944年3月31日  |      |
| 2    |      | 平坂恭介 (1887–1965)   | 1944年4月1日 | 1945年11月15日 |      |

### 農學部長
| 任次 | 肖像 | 姓名 (生–卒)       | 在任時間     | 在任時間       | 備註 |
| ---- | ---- | ------------------ | ------------ | -------------- | ---- |
| 1    |      | 三宅捷 (1894–1967) | 1943年4月1日 | 1944年3月31日  |      |
| 2    |      | 德岡松雄 (–)       | 1944年4月1日 | 1945年11月15日 |      |

### 醫學部長
| 任次 | 肖像 | 姓名 (生–卒)         | 在任時間       | 在任時間       | 備註                       |
| ---- | ---- | -------------------- | -------------- | -------------- | -------------------------- |
| 1    |      | 三田定則 (1876–1950) | 1936年1月1日   | 1937年10月9日  |                            |
| 2    |      | 永井潜 (1876–1957)   | 1937年10月10日 | 1939年7月31日  |                            |
| 3    |      | 森於菟 (1890–1967)   | 1939年8月1日   | 1941年7月11日  |                            |
| 4    |      | 富田雅次 (1889–1967) | 1941年7月12日  | 1942年10月3日  |                            |
| 5    |      | 小田俊郎 (1892–1989) | 1942年10月4日  | 1944年9月30日  | 國際法院副院長小田滋之父。 |
| 6    |      | 森於菟 (1890–1967)   | 1944年10月1日  | 1945年11月15日 |                            |

### 工學部長
| 任次 | 肖像 | 姓名 (生–卒)         | 在任時間      | 在任時間       | 備註 |
| ---- | ---- | -------------------- | ------------- | -------------- | ---- |
| 1    |      | 安藤一雄 (1883–1973) | 1943年5月28日 | 1945年5月26日  |      |
| 2    |      | 庄司彥六 (1890–1966) | 1945年5月27日 | 1945年11月15日 |      |

### 附屬農林專門部主事
| 任次 | 肖像 | 姓名 (生–卒)           | 在任時間      | 在任時間      | 備註               |
| ---- | ---- | ---------------------- | ------------- | ------------- | ------------------ |
| 1    |      | 大島金太郎 (1871–1934) | 1928年4月1日  | 1934年1月27日 |                    |
| 2    |      | 八谷正義 (1891–1984)   | 1934年1月28日 | 1938年5月4日  | 後為廣島縣原市長。 |
| 3    |      | 野田幸猪 (–)           | 1938年5月5日  | 1943年4月1日  |                    |

### 附屬醫學專門部主事
| 任次 | 肖像 | 姓名 (生–卒)         | 在任時間       | 在任時間       | 備註 |
| ---- | ---- | -------------------- | -------------- | -------------- | ---- |
| 1    |      | 三田定則 (1876–1950) | 1936年4月1日   | 1937年10月9日  |      |
| 2    |      | 永井潜 (1876–1957)   | 1937年10月10日 | 1939年7月31日  |      |
| 3    |      | 森於菟 (1890–1967)   | 1939年8月1日   | 1941年7月11日  |      |
| 4    |      | 安達島次 (–)         | 1941年7月12日  | 1945年11月15日 |      |

### 南方人文研究所長
| 任次 | 肖像 | 姓名 (生–卒)           | 在任時間      | 在任時間       | 備註 |
| ---- | ---- | ---------------------- | ------------- | -------------- | ---- |
| 1    |      | 移川子之藏 (1884–1947) | 1943年3月15日 | 1945年11月15日 |      |

### 南方資源科學研究所長
| 任次 | 肖像 | 姓名 (生–卒)           | 在任時間      | 在任時間       | 備註 |
| ---- | ---- | ---------------------- | ------------- | -------------- | ---- |
| 1    |      | 濱口榮次郎 (1892–1970) | 1943年3月15日 | 1945年11月15日 |      |

## 著名教授
- 磯永吉：熱帶農學講座，培育出蓬萊米。
- 野副鐵男：有機化學講座，從阿里山特有的台灣扁柏精油成分分析，發現「七角形芳香化合物群」（Troponoid），並因而成為諾貝爾獎候選人。
- 荒勝文策：物理學講座，成功再現人工原子核撞擊實驗。為亞洲第一次，世界第二次成功實驗（僅次於英國劍橋大學卡文迪許實驗室）。該加速器目前被臺大校方展示於臺大物理文物廳，即原物理學講座原子核實驗室[6]。
- 移川子之藏：土俗人種學講座，率隊進行全台原住民親屬調查研究，並搜集大量民俗學藏品，奠基日後台灣人類學研究基礎。

## 學生人數
| 1928年（昭和3年）4月臺北帝國大學學生人數 |          |          |          |          |          |          |        |        |      |
|                                          | 文政學部 | 文政學部 | 文政學部 | 理農學部 | 理農學部 | 理農學部 | 合計   | 合計   | 合計 |
| 日本人                                   | 臺灣人   | 朝鮮人   | 日本人   | 臺灣人   | 朝鮮人   | 日本人   | 臺灣人 | 朝鮮人 |      |
| 學生                                     | 16       | 3        | 0        | 33       | 3        | 0        | 49     | 6      | 0    |

| 1934年（昭和9年）4月臺北帝國大學學生人數 |          |          |          |          |          |          |        |        |      |
|                                          | 文政學部 | 文政學部 | 文政學部 | 理農學部 | 理農學部 | 理農學部 | 合計   | 合計   | 合計 |
| 日本人                                   | 臺灣人   | 朝鮮人   | 日本人   | 臺灣人   | 朝鮮人   | 日本人   | 臺灣人 | 朝鮮人 |      |
| 學生                                     | 49       | 16       | 0        | 53       | 10       | 0        | 102    | 26     | 0    |

| 1940年（昭和15年）4月臺北帝國大學學生人數 |          |          |          |          |          |          |        |        |        |        |        |      |
|                                           | 文政學部 | 文政學部 | 文政學部 | 理農學部 | 理農學部 | 理農學部 | 醫學部 | 醫學部 | 醫學部 | 合計   | 合計   | 合計 |
| 日本人                                    | 臺灣人   | 朝鮮人   | 日本人   | 臺灣人   | 朝鮮人   | 日本人   | 臺灣人 | 朝鮮人 | 日本人 | 臺灣人 | 朝鮮人 |      |
| 學生                                      | 82       | 5        | 0        | 86       | 4        | 1        | 70     | 74     | 1      | 238    | 83     | 2    |
| 大學院學生                                | 1        | 0        | 0        | 0        | 1        | 0        | 0      | 1      | 0      | 1      | 2      | 0    |
| 選科生                                    | 2        | 0        | 0        | 0        | 0        | 0        | 0      | 0      | 0      | 2      | 0      | 0    |

## 軼事
從1988年臺灣解嚴開始，臺大已然以1928年帝大創校作為慶祝的對象，於1988年11月臺大出版了《榮耀與分享 : 台大創校六十週年特刊》、1990年《歡聚與期勉 : 台大創校六十大慶活動紀實》兩書，1995年又出版了《臺大五十年》。在2007年，帝大校史獲得臺大校方追認，臺大的起點從1945年（民國三十四年）前推至1928年（昭和三年），舉辦80週年校慶。

## 相關資料
- 《臺北帝國大學第壹回海南島學術調查報告》，臺北:臺灣總督府外事部，1942年6月。
- 《接收臺北帝國大學報告書》
- 《臺北帝國大學學生生徒生活調查》
- 《臺北帝大的生活》
- 《芝蘭》
- 《臺北帝國大學理農學部創立六十年記念》
- 松本巍著，蒯通林譯，《臺北帝國大學沿革史》
- 鍾清漢著，《日本植民地下における台湾教育史》
- 久保島留吉編，《臺灣帝國大學設立論》，台北，臺灣日日新報社，1910。

### 期刊
- 《台北帝國大學研究通訊》創刊號，1996。[7]
- 《台北帝國大學研究通訊》第二號，1997。[8]

### 期刊論文
- 黃得時，〈從臺北帝國大學設立到國立臺灣大學現況〉，《臺灣文獻》，第26卷第4期、第27卷第1期（1976年）。
- 葉碧苓，〈臺北帝國大學與京城帝國大學史學科之比較（1926-1945）〉，《臺灣史研究》，第16卷第3期（2009年9月），頁87-132。

### 研究報告
- 李恒全，〈關於臺北帝國大學成立史的考察：以幣原坦之設立構想為中心〉（「台北帝国大学成立史に関する一考察：幣原坦の設立構想を中心に」），《神戶大學大學院人類發展環境學研究科研究紀要》（『神戸大学大学院人間発達環境学研究科研究紀要』），第1卷第1號（2007年11月），頁45-64。
- 小林文男，〈日本殖民地下臺灣之高等教育：臺北帝國大學之組成與性質〉（「日本植民地下台湾の高等教育：台北帝国大学の構成と性格」），《關於戰前日本之殖民地教育政策綜合研究》（『戦前日本の植民地教育政策に関する総合的研究』），1994年。

### 學位論文
- 鄭麗玲，〈帝國大學在殖民地的建立與發展：以臺北帝國大學為中心〉，臺北市：國立臺灣師範大學歷史學研究所博士學位論文，2002年。
- 張幸真，〈臺灣知識社群的轉變：以臺北帝國大學物理講座到臺灣大學物理系為例〉，臺北市：國立臺灣大學歷史學研究所博士學位論文，2003年。
- 葉碧苓，〈臺北帝國大學與日本南進政策之研究〉，臺北市：中國文化大學史學研究所博士學位論文，2007年。
- 鄭怡如，〈臺北帝大時期太平洋島嶼的植物資源調查〉，臺北市：國立臺灣大學生態學與演化生物學研究所碩士學位論文，2016年。